# Hay Springs
Hay Springs – wieś w Stanach Zjednoczonych, w stanie Nebraska, w hrabstwie Sheridan.